# Wolodymyr Braschko
Wolodymyr Wolodymyrowytsch Braschko (ukrainisch Володимир Володимирович Бражко, wiss. Transliteration Volodymyr Volodymyrovyč Bražko; * 23. Januar 2002 in Saporischschja) ist ein ukrainischer Fußballspieler.

## Karriere

### Verein
Er spielte bis 2015 in der Jugend von Metalurh Saporischschja und ging dann in die von Dynamo Kiew, wo er bis zur U17 spielte und im Anschluss in die Zweite Mannschaft überging, ab 2021 aber wiederum zeitweise wieder für die U19 aktiv war. Zur Saison 2022/23 folgte dann erst einmal eine Leihe zu Sorja Luhansk, wo er am 1. Spieltag, bei einem 3:1-Sieh über Worskla Poltawa sein Debüt durch eine Einwechslung in der 85. Minute für Jehor Nasaryna hatte. Mit der Zeit erarbeitete er sich einen Stammplatz in der Mannschaft und musste sich zurück bei Dynamo dann erst einmal wieder unterordnen. Bereits ab dem siebten Spieltag der Spielzeit 2023/24 bekam er dann aber schon einen Platz in der Startelf und trug bei zwei Partien bislang sogar schon die Kapitänsbinde.

### Nationalmannschaft
Nach einem Freundschaftsspiel für die ukrainische U16 im Oktober 2017, sammelte er dann für die U19 ab Oktober 2018 einige Einsätze in der EM-Qualifikation und mit der U21 erreichte er schlussendlich auch die Europameisterschaft 2023, wo er mit seinem Team erst im Halbfinale gegen Spanien ausschied. Zuletzt leitete er die Mannschaft in der EM-Qualifikation für das Turnier im Jahr 2025 auch als Kapitän aufs Feld.
Sein Debüt für die A-Nationalmannschaft hatte er am 21. März 2024 bei einem 2:1-Sieg über Bosnien und Herzegowina im Playoff-Halbfinale der Qualifikation für die Europameisterschaft 2024, wo er in der Startelf stand und in der 81. Minute schließlich für Roman Jaremtschuk ausgewechselt wurde. Beim 2:1-Finalsieg über Island stand er dann über die volle Spielzeit auf dem Platz.